# Henley (Nieuw-Zeeland)
Henley is een plaats in de regio Otago op het Zuidereiland van Nieuw-Zeeland, op ongeveer 35 kilometer van het centrum van Dunedin aan Highway 1. Henley is waarschijnlijk vernoemd naar het roeicentrum Henley-on-Thames in Engeland. Het plaatsje ligt in het overstromingsgebied van de Taieri rivier en in juni 1980 waren er diverse overstromingen in het gebied.
In de buurt van Henley zijn veel melkveehouderijen en er heeft ook een kaasfabriek gestaan, die later verhuisde naar het nabijgelegen Momona.